# Премія НАН України імені М. П. Барабашова
Пре́мія і́мені Мико́ли Па́вловича Барабашо́ва — премія, встановлена НАН України за видатні роботи в галузі фізики планет, зірок і галактик. 
Премію засновано 1987 року та названо на честь видатного українського астронома, академіка АН УРСР Миколи Павловича Барабашова.
Починаючи з 2007 року Премія імені М. П. Барабашова присуджується Відділенням фізики і астрономії НАН України з циклічністю 3 роки.
Лауератам Премії вручається диплом.

## Лауреати премії
| Рік  | Тема | Лауреати                                        | Коротко про лауреата |
| ---- | --- | ----------------------------------------------- | --- |
| 1988 | за цикл робіт «Астрофізичні дослідження Місяця, великих і малих планет»                                                                                          | Александров Юрій Володимирович                  | кандидат фізико-математичних наук, професор, завідувач кафедри астрономії фізичного факультету Харківського державного університету імені О. М. Горького |
| 1988 | за цикл робіт «Астрофізичні дослідження Місяця, великих і малих планет»                                                                                          | Акімов Леонід Опанасович                        | кандидат фізико-математичних наук, завідувач відділу фізики Місяця та планет Астрономічної обсерваторії Харківського державного університету імені О. М. Горького |
| 1988 | за цикл робіт «Астрофізичні дослідження Місяця, великих і малих планет»                                                                                          | Лупішко Дмитро Федорович                        | кандидат фізико-математичних наук, старший науковий співробітник Астрономічної обсерваторії Харківського державного університету імені О. М. Горького |
| 1989 | за цикл робіт «Передбачення і дослідження явищ гравітаційної і кіральної нестійкості вакууму та їх наслідків у космології і фізиці елементарних часток».         | Фомін Петро Іванович                            | доктор фізико-математичних наук, Інститут теоретичної фізики імені М. М. Боголюбова НАН України |
| 1989 | за цикл робіт «Передбачення і дослідження явищ гравітаційної і кіральної нестійкості вакууму та їх наслідків у космології і фізиці елементарних часток».         | Міранський Володимир Адольфович                 | доктор фізико-математичних наук, Інститут теоретичної фізики імені М. М. Боголюбова НАН України |
| 1990 | за цикл робіт «Фраунгоферовий спектр Сонця та побудова сонячної атмосфери»                                                                                       | Гуртовенко Ернест Андрійович                    | доктор фізико-математичних наук, головний науковий співробітник Головної астрономічної обсерваторії НАН України |
| 1990 | за цикл робіт «Фраунгоферовий спектр Сонця та побудова сонячної атмосфери»                                                                                       | Костик Роман Іванович                           | доктор фізико-математичних наук, головний науковий співробітник Головної астрономічної обсерваторії НАН України |
| 1990 | за цикл робіт «Фраунгоферовий спектр Сонця та побудова сонячної атмосфери»                                                                                       | Бабій Богдан Теофілович                         | доктор фізико-математичних наук, головний науковий співробітник Головної астрономічної обсерваторії НАН України |
| 1991 | за цикл робіт «Радіоастрономічні дослідження Сонячної системи»                                                                                                   | Абранін Едуард Петрович                         | доктор фізико-математичних наук, старший інженер Радіоастрономічного інституту НАН України |
| 1991 | за цикл робіт «Радіоастрономічні дослідження Сонячної системи»                                                                                                   | Базелян Лазар Львович                           | доктор фізико-математичних наук, провідний науковий співробітник Радіоастрономічного інституту НАН України |
| 1991 | за цикл робіт «Радіоастрономічні дослідження Сонячної системи»                                                                                                   | Рябов Борис Павлович                            | |
| 1992 | за цикл робіт «Фізико-хімічні особливості речовини з Місяця». | Немошкаленко Володимир Володимирович            | академік НАН України, директор Інституту металофізики НАН України |
| 1992 | за цикл робіт «Фізико-хімічні особливості речовини з Місяця». | Альошин Валентин Григорович                     | доктор фізико-математичних наук, завідувач відділу Інститут надтвердих матеріалів НАН України |
| 1993 | за цикл робіт «Поляризація випромінювання атмосферами планет і хмарами міжзоряного пилу»                                                                         | Міщенко Михайло Іванович                        | доктор фізико-математичних наук, головний науковий співробітник Головної астрономічної обсерваторії НАН України, Ґоддардівського інституту космічних досліджень НАСА, м. Нью-Йорк                                                                                              |
| 1993 | за цикл робіт «Поляризація випромінювання атмосферами планет і хмарами міжзоряного пилу»                                                                         | Мороженко Олександр Васильович                  | доктор фізико-математичних наук, головний науковий співробітник Головної астрономічної обсерваторії НАН України |
| 1993 | за цикл робіт «Поляризація випромінювання атмосферами планет і хмарами міжзоряного пилу»                                                                         | Яновицький Едгард Григорович                    | доктор фізико-математичних наук, завідувач лабораторії Головної астрономічної обсерваторії НАН України |
| 1994 | за монографію «Метеори і метеорна речовина» | Волощук Юрій Іванович                           | доктор технічних наук, професор Харківського національного університету радіоелектроніки |
| 1994 | за монографію «Метеори і метеорна речовина» | Кащеєв Борис Леонідович                         | заслужений діяч науки УРСР, доктор технічних наук, професор, завідувач кафедри основ радіотехніки (1971—1983), в. о. проректора з наукової роботи (1973—1974), професор (1984—1997), професор-консультант (1997—1999) Харківського національного університету радіоелектроніки |
| 1994 | за монографію «Метеори і метеорна речовина» | Кручиненко Віталій Григорович                   | доктор фізико-математичних наук, професор, завідувач відділу метеорної астрономії (1973—1987), завідувач відділу малих тіл Сонячної системи (1987—1994) |
| 1995 | за цикл праць «Положення і власні рухи яскравих зірок всього неба даним и оптичних спостережень»                                                                 | Молотай Олександр Антонович                     | кандидат фізико-математичних наук, провідний науковий співробітник Астрономічної обсерваторії Київського національного університету імені Тараса Шевченка |
| 1995 | за цикл праць «Положення і власні рухи яскравих зірок всього неба даним и оптичних спостережень»                                                                 | Тельнюк-Адамчук Володимир Володимирович         | доктор фізико-математичних наук, директор Астрономічної обсерваторії Київського національного університету імені Тараса Шевченка |
| 1995 | за цикл праць «Положення і власні рухи яскравих зірок всього неба даним и оптичних спостережень»                                                                 | Чернега Микола Якимович                         | кандидат фізико-математичних наук, завідувач відділу астрометрії Астрономічної обсерваторії Київського національного університету імені Тараса Шевченка |
| 1996 | за цикл робіт «Супутники астероїдів» | Прокоф'єва-Михайловська Валентина Володимирівна | доктор фізико-математичних наук, професор, співробітниця Кримської астрофізичої обсерваторії |
| 1997 | за цикл робіт «Геометричні та оптичні властивості поверхні Місяця»                                                                                               | Кислюк Віталій Степанович                       | доктор фізико-математичних наук, головний науковий співробітник Головної астрономічної обсерваторії НАН України |
| 1997 | за цикл робіт «Геометричні та оптичні властивості поверхні Місяця»                                                                                               | Осипов Олександр Кузьмович                      | доктор фізико-математичних наук, науковий співробітник Астрономічної обсерваторії Київського університету |
| 1997 | за цикл робіт «Геометричні та оптичні властивості поверхні Місяця»                                                                                               | Шкуратов Юрій Григорович                        | доктор фізико-математичних наук, завідувач відділу Астрономічної обсерваторії Харківського університету |
| 1998 | за серіь праць «Роль поверхневих ефектів у діагностиці оптичних властивостей і електронної структури матеріалів та поляризаційні методи їх дослідження»          | Поперенко Леонід Володимирович                  | доктор фізико-математичних наук, професор кафедри оптики фізичного факультету КНУ |
| 1998 | за серіь праць «Роль поверхневих ефектів у діагностиці оптичних властивостей і електронної структури матеріалів та поляризаційні методи їх дослідження»          | Шайкевич Ігор Андрійович                        | доктор фізико-математичних наук, професор кафедри оптики фізичного факультету КНУ |
| 1998 | за серіь праць «Роль поверхневих ефектів у діагностиці оптичних властивостей і електронної структури матеріалів та поляризаційні методи їх дослідження»          | Яновицький Едгард Григорович                    | доктор фізико-математичних наук, завідувач лабораторії Головної астрономічної обсерваторії НАН України |
| 1999 | за цикл робіт «Розробка методів багатовимірної газодинаміки та їхні застосування до актуальних проблем сучасної астрофізики»                                     | Бісноватий-Коган Геннадій Семенович             | доктор фізико-математичних наук, професор, головний науковий співробітник Інституту космічних досліджень РАН |
| 1999 | за цикл робіт «Розробка методів багатовимірної газодинаміки та їхні застосування до актуальних проблем сучасної астрофізики»                                     | Гнатик Богдан Іванович                          | доктор фізико-математичних наук, співробітник Інституту прикладних проблем механіки і математики ім. Я. С. Підстригача НАНУ |
| 1999 | за цикл робіт «Розробка методів багатовимірної газодинаміки та їхні застосування до актуальних проблем сучасної астрофізики»                                     | Сіліч Сергій Олександрович                      | доктор фізико-математичних наук, Головна астрономічна обсерваторія НАН України |
| 2000 | за серію робіт «Дослідження спектрів та змінності космічного радіовипромінювання у міліметровому діапазоні на радіотелескопі РТ-22»                              | Зінченко Ігор Іванович                          | доктор фізико-математичних наук, завідувач відділу Інституту прикладної фізики РАН |
| 2000 | за серію робіт «Дослідження спектрів та змінності космічного радіовипромінювання у міліметровому діапазоні на радіотелескопі РТ-22»                              | Нестеров Микола Семенович                       | кандидат фізико-математичних наук, завідувачу лабораторії Кримської астрофізичної обсерваторії Міністерства освіти і науки України |
| 2000 | за серію робіт «Дослідження спектрів та змінності космічного радіовипромінювання у міліметровому діапазоні на радіотелескопі РТ-22»                              | Шульга Валерій Михайлович                       | член-кореспондент НАН України, заступник директора Радіоастрономічного інституту НАН України |
| 2002 | за серію робіт «Дослідження затемнено-подвійних катаклізмічних та пульсуючих змінних зірок»                                                                      | Андрієвський Сергій Михайлович                  | доктор фізико-математичних наук, професор кафедри астрономії Одеського державного університету |
| 2002 | за серію робіт «Дослідження затемнено-подвійних катаклізмічних та пульсуючих змінних зірок»                                                                      | Андронов Іван Леонідович                        | доктор фізико-математичних наук, професор кафедри астрономії Одеського державного університету |
| 2002 | за серію робіт «Дослідження затемнено-подвійних катаклізмічних та пульсуючих змінних зірок»                                                                      | Каретников Валентин Григорович                  | доктор фізико-математичних наук, професор, завідувач кафедри астрономії Одеського державного університету |
| 2005 | за цикл робіт «Спектральні дослідження зір та комет» | Вакарчук Іван Олександрович                     | доктор фізико-математичних наук, ректор Львівського університету |
| 2005 | за цикл робіт «Спектральні дослідження зір та комет» | Чурюмов Клим Іванович                           | доктор фізико-математичних наук, науковий співробітник Астрономічної обсерваторії Київського університету, директор Київського планетарію |
| 2005 | за цикл робіт «Спектральні дослідження зір та комет» | Щукіна Наталія Генадівна                        | доктор фізико-математичних наук, головний науковий співробітник Головної астрономічної обсерваторії НАН України |
| 2006 | за цикл робіт «Спектральні дослідження зір та комет» | Назарчук Галина Кирилівна (посмертно)           | співробітник Головної астрономічної обсерваторії НАН України |
| 2006 | за цикл робіт «Спектральні дослідження зір та комет» | Таращук Віра Петрівна                           | старший науковий співробітник Кримської астрофізичної обсерваторії |
| 2006 | за цикл робіт «Спектральні дослідження зір та комет» | Шульман Леонід Маркович                         | доктор фізико-математичних наук, головний науковий співробітник Головної астрономічної обсерваторії НАН України |
| 2009 | за цикл робіт «Зорі середніх і малих мас від жовтих карликів сонячного типу до холодних коричневих карликів: спостережувана активність та їх еволюційний статус» | Гершберг Роальд Євгенович                       | доктор фізико-математичних наук, завідувач лабораторії НДІ «Кримська астрофізична обсерваторія» МОН України |
| 2009 | за цикл робіт «Зорі середніх і малих мас від жовтих карликів сонячного типу до холодних коричневих карликів: спостережувана активність та їх еволюційний статус» | Павленко Олена Петрівна                         | доктор фізико-математичних наук, провідний науковий співробітник НДІ «Кримська астрофізична обсерваторія» МОН України |
| 2009 | за цикл робіт «Зорі середніх і малих мас від жовтих карликів сонячного типу до холодних коричневих карликів: спостережувана активність та їх еволюційний статус» | Павленко Яків Володимирович                     | доктор фізико-математичних наук, провідний науковий співробітник Головної астрономічної обсерваторії НАН України |
| 2012 | цикл робіт «Фізичні властивості астероїдів за результатами фотометричних спостережень»                                                                           | Величко Федір Петрович                          | кандидат фізико-математичних наук, провідний науковий співробітник Харківського національного університету імені В. Н. Каразіна Міністерства освіти і науки, молоді та спорту України                                                                                          |
| 2012 | цикл робіт «Фізичні властивості астероїдів за результатами фотометричних спостережень»                                                                           | Круглий Юрій Миколайович                        | кандидат фізико-математичних наук, старший науковий співробітник Харківського національного університету імені В. Н. Каразіна Міністерства освіти і науки, молоді та спорту України                                                                                            |
| 2012 | цикл робіт «Фізичні властивості астероїдів за результатами фотометричних спостережень»                                                                           | Шевченко Василь Григорович                      | кандидат фізико-математичних наук, старший науковий співробітник Харківського національного університету імені В. Н. Каразіна Міністерства освіти і науки, молоді та спорту України                                                                                            |
| 2015 | за встановлення молекулярного складу хвостів комет на різних геліоцентричних відстанях.                                                                          | Іванова Олександра Вікторівна                   | кандидат фізико-математичних наук, старший науковий співробітник лабораторії фізики малих тіл Сонячної системи Головної астрономічної обсерваторії НАН України |
| 2015 | за встановлення молекулярного складу хвостів комет на різних геліоцентричних відстанях.                                                                          | Корсун Павло Павлович                           | кандидат фізико-математичних наук, старший науковий співробітник Головної астрономічної обсерваторії НАН України |
| 2015 | за встановлення молекулярного складу хвостів комет на різних геліоцентричних відстанях.                                                                          | Кулик Ірина Віталіївна                          | кандидат фізико-математичних наук, старший науковий співробітник лабораторії фізики малих тіл Сонячної системи Головної астрономічної обсерваторії НАН України |
| 2018 | за вимірювання поляриметричних оптичних характеристик поверхонь вибраних комет і супутників планет Сонячної системи                                              | Розенбуш Віра Калениківна                       | доктор фізико-математичних наук, головний науковий співробітник Астрономічної обсерваторії Київського національного університету імені Тараса Шевченка |
| 2018 | за вимірювання поляриметричних оптичних характеристик поверхонь вибраних комет і супутників планет Сонячної системи                                              | Кисельов Микола Миколайович                     | доктор фізико-математичних наук, головний науковий співробітник (на громадських засадах) Головної астрономічної обсерваторії НАН України |
| 2018 | за вимірювання поляриметричних оптичних характеристик поверхонь вибраних комет і супутників планет Сонячної системи                                              | Лук'яник Ігор Васильович                        | кандидат фізико-математичних наук, старший науковий співробітник Астрономічної обсерваторії Київського національного університету імені Тараса Шевченка |
| 2022 | за вимірювання фотометричних та морфологічних параметрів малих тіл Сонячної системи та створення моделей для їх дослідження                                      | Борисенко Сергій Анатолійович                   | кандидат фізико-математичних наук, старший науковий співробітник Головної астрономічної обсерваторії НАН України |
| 2022 | за вимірювання фотометричних та морфологічних параметрів малих тіл Сонячної системи та створення моделей для їх дослідження                                      | Баранський Олександр Ростиславович              | кандидат біологічних наук, старший науковий співробітник Національного ботанічного саду імені М. М. Гришка НАН України |
| 2022 | за вимірювання фотометричних та морфологічних параметрів малих тіл Сонячної системи та створення моделей для їх дослідження                                      | Клещонок Валерій Володимирович                  | кандидат фізико-математичних наук, старший науковий співробітник Астрономічної обсерваторії Київського національного університету імені Тараса Шевченка |